# Angiotensine II

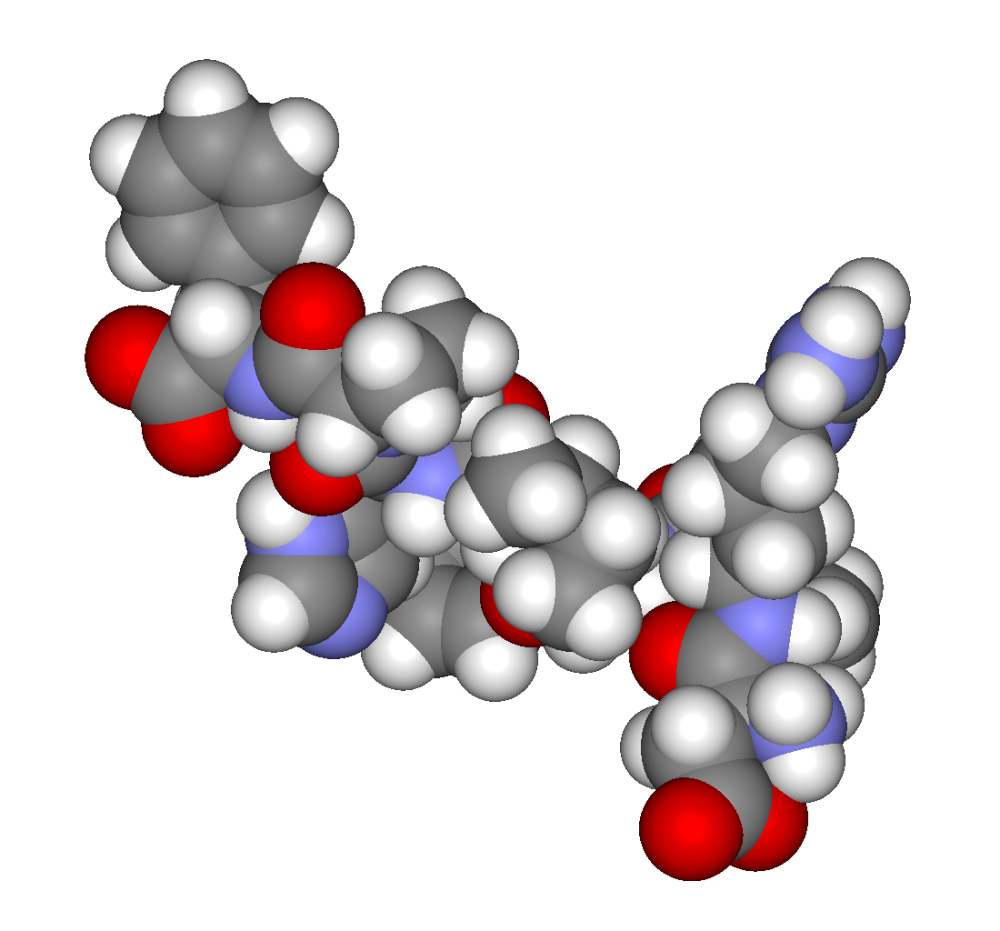
Structuur van angiotensine II (C50H71N13O12)

Angiotensine II is een hormoon in het menselijk lichaam.
Het is het product van angiotensine nadat het omgezet is door het angiotensine-converterende enzym (ACE). Dit hormoon heeft een bloeddrukverhogende werking doordat het de vaatwand doet samentrekken en er ter hoogte van de bijnierschors aldosteron vrijkomt, wat water-en zoutretentie in de nieren tot gevolg heeft. Ook zou het op de hartspier werken.
Bloeddrukverlagende medicatie die de omzetting naar Angiotensine II blokkeren worden ACE-remmers genoemd.
Angiotensine II doet het tegenovergestelde van ANP Atrial Natriuretic Peptide